# Torii Mototada

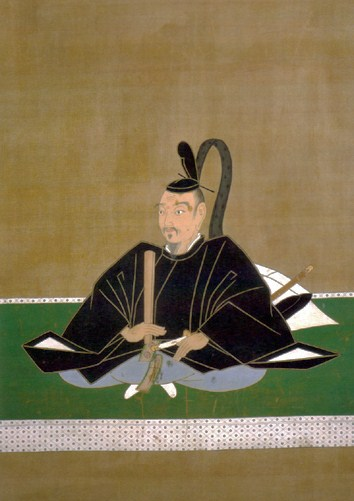
Torii Mototada.

Torii Mototada (鳥居 元忠, , 1539 - 08 de setembro de 1600), foi um samurai do Período Sengoku e do Período Azuchi-Momoyama da História do Japão, vassalo de Tokugawa Ieyasu. Torii morreu no Cerco de Fushimi onde sua guarnição destruída pelo exército de Mitsunari Ishida. A recusa de Torii em se render teve um grande impacto, a queda de Fushimi  deu a Ieyasu tempo para se reagrupar e ganhar a Batalha de Sekigahara .

## Vida
Mototada nasceu em Okazaki, filho de Torii Tadayoshi. Quando  menino, foi enviado como refém do Clã Imagawa, juntamente com o futuro Tokugawa Ieyasu. O jovem Mototada se tornou então pagem de Matsudaira Takechiyo. Após o retorno de Ieyasu a suas terras, e conseguiu unificar a Província de Mikawa, Mototada se tornou um de seus principais generais.
Em 1572, Mototada conseguiu a liderança do Clã Torii, após a morte de seu pai. E lutou na Batalha de Mikata-ga-hara e na Batalha do Castelo Suwahara no ano seguinte e foi ferido na perna, o que tornou difícil caminhar partir de então.
Mototada participou em todas as grandes campanhas de Ieyasu. Com apenas 2.000 homens montou uma ação de retaguarda contra a força de mais de 10.000 do Clã Go-Hōjō, e derrotou-os, logo depois, Ieyasu concedeu-lhe o castelo Tanimura na Província de Kai. Mais tarde, em 1585, se juntou a Okubo Tadayo e Hiraiwa Chikayoshi no cerco ao Castelo de Ueda do Clã Sanada.
Após a campanha de Ieyasu para a Região de Kanto, foi concedido o Domínio de Yasaku com renda de 40.000 koku na Província de Shimōsa, o que fez dele um daimyō.
Em agosto de 1600, Mototada foi avisado por espiões que um exército de 40 mil seguidores aguerridos de Toyotomi Hideyoshi estavam aniquilando tudo em seu caminho em sua marcha para o Castelo Fushimi. Os dois mil homens da guarnição do Castelo, estavam em menor número, e uma retirada para salvar os homens ainda era possível. Em um ato de lealdade para com o seu senhor, Tokugawa Ieyasu, Mototada escolheu permanecer protegendo a retaguarda, prometendo que lutariam até o fim . 
Sua última declaração dirigida ao seu filho Tadamasa, descreveu como sua família serviu os Tokugawa por gerações e como seu irmão havia sido morto em batalha. Na carta, Mototada afirmou que seria uma honra morrer primeiro, para dar coragem ao restante dos guerreiros Tokugawa. Pediu também a seu filho levantar seus irmãos para servir o Clã Tokugawa "Tanto em sua ascensão como em seu declínio" e permanecer humilde não desejando nem posses, nem recompensa monetária. Amigos de longa data, Torii Mototada e Tokugawa Ieyasu se separaram, infelizmente, sabendo que nunca iriam se ver outra vez: 
| “ | Não é o Caminho do Guerreiro ser humilhado e evitar a morte, mesmo em circunstâncias que não são particularmente importantes ..... Quanto a mim, estou decidido a tomar minha posição dentro do castelo e ter uma morte rápida. Não terei dificuldade de abater uma grande parte dos inimigos, não importa quantas dezenas de milhares de cavaleiros se aproximem para o ataque ou quantas colunas nos cercarem. Mas esse não é o verdadeiro significado de ser um guerreiro, e seria difícil explicar como lealdade. Pelo contrário, vou dar forças aos guerreiros de todo o país, e ter ... uma morte resplandecente " . | ” |

Ao final, com o castelo em chamas ao seu redor, Mototada ordenou aos seus homens para resistirem até que apenas dez permanecessem. Os defensores do castelo lutaram heroicamente até o último homem. Como era costume, Mototada cometeu seppuku ao invés de ser capturado vivo. 
O cerco do Castelo de Fushimi conteve o avanço das tropas inimigas por 10 dias, permitindo que Ieyasu pudesse se reagrupar. 
As ações de Torii Mototada tiveram um grande impacto sobre o curso da história japonesa. Tokugawa Ieyasu iria levantar um exército de 90 mil homens e enfrentar as forças de Mitsunari Ishida na Batalha de Sekigahara, no que seria uma das mais sangrentas batalhas do Período Sengoku . Quarenta mil cabeças seriam tomadas nas primeiras horas da batalha e 70 mil morreriam nos próximos dois dias, durante a perseguição ao que restou do exército derrotado de Mitsunari que foram caçados e executados. A Batalha de Sekigahara foi decisiva, para a unificação do Japão. O Clã Tokugawa governaria o país nos próximos 268 anos. 
O suicídio de Mototada durante a Queda de Fushimi é um dos atos mais representativos de seppuku na história japonesa.